# Квінаприл
Квінаприл — синтетичний антигіпертензивний препарат, що належить до групи інгібіторів АПФ, для перорального застосування.

## Фармакологічні властивості
Квінаприл — синтетичний лікарський препарат, що належить до групи інгібіторів АПФ. Механізм дії препарату полягає у пригнічення ренін-ангіотензин-альдостеронової системи плазми крові, яка приводить до зменшення впливу ангіотензину II на судини та до зменшення секреції альдостерону, що призводить до збільшення концентрації калію у сироватці крові та збільшення втрати рідини та натрію. Після прийому квінаприлу у результаті інгібування ангіотензинперетворюючого ферменту підвищується активність калікреїн-кінінової системи, що призводить до вазоділатації та підвищення активності простагландинової системи. Квінаприл знижує загальний периферійний опір судин, систолічний та діастолічний артеріальний тиск, перед- та постнавантаження на міокард. При лікуванні квінаприлом також спостерігається зменшення гіпертрофії лівого шлуночка. Квінаприл також має нефропротективну дію, зменшує протеїнурію у хворих цукровим діабетом. Тривале застосування квінаприлу покращує функцію ендотелію та покращує периферичний кровообіг. Квінаприл має антиатеросклеротичну дію (внаслідок пригнічення міграції та проліферації клітин гладких м'язів; гальмування вивільнення із тромбоцитів, нейтрофілів та моноцитів прокоагулянтних, прозапальних факторів; факторів, що сприяють проліферації; та підвищення фибринолітичної активності). Квінаприл має восьмикратний діапазон доз для застосування (від 10 до 80 мг), і таке підвищення дози не підвищує токсичність препарату. Квінаприл має позитивний вплив на ліпідний обмін, та має дуже високу спорідненість до тканинного АПФ. Квінаприл малоефективний у хворих гіпертонією негроїдної раси, тому що у них гіпертонічна хвороба перебігає переважно за наявності низької концентрації реніну в крові.

### Фармакодинаміка
Квінаприл добре всмоктується у шлунково-кишковому тракті, але біодоступність препарату складає близько 13% внаслідок ефекту першого проходження через печінку. Після прийому квінаприл швидко перетворюється у печінці на активний метаболіт — квінаприлат. Максимальна концентрація в крові квінаприлу досягається протягом 1—2 годин, а квінаприлату складає 2 години. Препарат добрке зв'язується з білками крові. Квінаприл не проникає через гематоенцефалічний бар'єр. Квінаприл проникає через плацентарний бар'єр та виділяється в грудне молоко. Метаболізується препарат у печінці, частково у вигляді активних метаболітів. Виводиться квінаприл із організму переважно із сечею, частково виводиться із фекаліями. Період напіввиведення квінаприлу становить 2 години (термінальний період напіввиведення квінаприлату становить 25—26 годин), при порушеннях функції печінки або нирок цей час може збільшуватися.

## Показання до застосування
Квінаприл застосовується для лікування гіпертонічної хвороби у дорослих, як у вигляді монотерапії, так і у поєднанні з іншими групами препаратів, та у комплексному лікуванні застійної серцевої недостатності.

## Побічна дія
При застосуванні квінаприлу можливі наступні побічні ефекти:
- Алергічні реакції та з боку шкірних покривів — нечасто (0,1—1%) висипання на шкірі, свербіж шкіри, набряк Квінке, фотодерматоз, підвищена пітливість, алопеція, анафілактоїдні реакції.
- З боку травної системи — часто (1—10%) нудота, блювота; нечасто (0,1—1%) порушення апетиту, сухість у роті, стоматит, панкреатит, холестатична жовтяниця.
- З боку нервової системи — часто (1—10%) головний біль, запаморочення; нечасто (0,1—1%) слабкість, парестезії; рідко (0,01—1%) імпотенція, порушення настрою та сну, амбліопія.
- З боку дихальної системи — часто (3,9%) кашель, риніт; нечасто (0,1—1%) бронхіт; рідко (0,01—0,1%) — еозинофільний пневмоніт.
- З боку серцево-судинної системи — нечасто (0,1—1%) тахікардія, гіпотензія, приступи стенокардії, периферичні набряки.
- З боку опорно-рухового апарату — нечасто (0,1—1%) спазми м'язів, артралгії.
- З боку сечостатевої системи — рідко (0,01—0,1%) інфекції сечовидільних шляхів, порушення функції нирок, імпотенція.
- Зміни в лабораторних аналізах —рідко (0,01—0,1%) гемолітична анемія, тромбоцитопенія, гіперкаліємія, гіпонатріємія, нейтропенія, агранулоцитоз, протеїнурія, підвищення рівня креатиніну та сечовини в крові.

## Протипокази
Квінаприл протипоказаний при підвищеній чутливості до інгібіторів АПФ; ангіоневротичному набряку, пов'язаному із інгібіторами АПФ в анамнезі або спадковому ангіоневротичному набряку; первинному альдостеронізмі; при вагітності та годуванні грудьми; стенозі гирла аорти або мітральному стенозі; при двобічному стенозі ниркових артерій чи однобічному у разі наявності однієї нирки; при недавно перенесеній трансплантації нирки; гіпертрофічній кардіоміопатії. З обережністю застосовується препарат при печінковій та нирковій недостатності, під час проведення десенсибілізуючого лікування при ураженні отрутами комах (наприклад при укусах бджіл або ос). Препарат не застосовується у дитячому віці.

## Форми випуску
Квінаприл випускається у вигляді таблеток по 0,005; 0,01; 0,02 г та 0,04 г. Квінаприл випускається також у комбінації з гідрохлоротіазидом по 0,01 г квінаприлу та 0,0125 г гідрохлоротіазиду.